# Castillon (Kanton Terres des Luys et Coteaux du Vic-Bilh)
Castillon (Kanton Terres des Luys et Coteaux du Vic-Bilh) is een gemeente in het Franse departement Pyrénées-Atlantiques (regio Nouvelle-Aquitaine) en telt 59 inwoners (2009). De plaats maakt deel uit van het arrondissement Pau.

## Geografie
De oppervlakte van Castillon bedraagt 4,6 km², de bevolkingsdichtheid is dus 12,8 inwoners per km².
De onderstaande kaart toont de ligging van Castillon (Kanton Terres des Luys et Coteaux du Vic-Bilh) met de belangrijkste infrastructuur en aangrenzende gemeenten.

## Demografie
Onderstaande figuur toont het verloop van het inwonertal (bron: INSEE-tellingen).

1. ↑  Populations de référence 2022.